# Fabio Arnold
 (octobre 2023).
Si vous disposez d'ouvrages ou d'articles de référence ou si vous connaissez des sites web de qualité traitant du thème abordé ici, merci de compléter l'article en donnant les références utiles à sa vérifiabilité et en les liant à la section « Notes et références ».
Fabio Arnold, né le 29 décembre 1995 à Zurich, est un joueur de hockey sur glace suisse, évoluant au poste d'attaquant.

## Biographie
Fabio Arnold commence la pratique du hockey sur glace dans la section junior du EHC Wettingen-Baden. Il poursuit ensuite sa formation dans les rangs des équipes de développement du ZSC Lions et du GC Küsnacht.
Après un stage de perfectionnement au Canada, Fabio Arnold intègre la structure de formation de l'EV Zoug et fait ses débuts professionnels sous le maillot de l'EVZ Academy en Swiss League lors de la saison 2016-2017. Ses performances lui permettent de disputer six matches avec l'EV Zoug en National League mais il ne parvient pas à marquer de points et retourne dans l'équipe formatrice.
À la fin de la saison 2017-2018, après avoir contribué à qualifier l'EVZ Academy pour les play-offs et quelques nouveaux matches en National League ainsi qu'en Champions Hockey League avec l'EV Zoug, Fabio Arnold rejoint le HC Ajoie en Swiss League où il passe deux saisons, remportant la Coupe de suisse de hockey en 2020,.
Pour la saison 2020-2021, Fabio Arnold rejoint le EHC Winterthur mais l'équipe ne parvient pas à atteindre les play-offs. Cependant l'attaquant renforce le Lausanne HC, ce qui lui permet d'obtenir un contrat avec le club vaudois la saison suivante,.
L'exercice 2021-2022 de Fabio Arnold, est à nouveau partagé entre les deux échelons supérieurs du hockey suisse, puisqu'il est prêté au HC Sierre en SL. Ne parvenant pas s'imposer dans la formation lausannoise, l'attaquant rejoint le HC Ajoie, où il avait déjà évolué par le passé,.
Le club jurassien, promu en National League en 2021 se bat contre la relégation. La saison 2022-2023 se conclut par leur victoire sur le HC La Chaux-de-Fonds, champion de Swiss League, actant le maintien du HC Ajoie en NL. Les bruntrutains prolongent dans la foulée le contrat de Fabio Arnold jusqu'en 2024.

## Palmarès
- Coupe de Suisse : 2020

## Statistiques

### En championnat
| Saison    | Équipe         | Ligue |    | Saison régulière | Saison régulière | Saison régulière | Saison régulière | Saison régulière |   | Séries éliminatoires | Séries éliminatoires | Séries éliminatoires | Séries éliminatoires | Séries éliminatoires |
| Saison    | Équipe         | Ligue | PJ | B                | A                | Pts              | Pun              | PJ               | B | A                    | Pts                  | Pun                  |                      |                      |
| 2016-2017 | EVZ Academy    | SL    | 41 | 6                | 6                | 12               | 18               | -                | - | -                    | -                    | -                    |                      |                      |
| 2016-2017 | EV Zoug        | NL    | 6  | 0                | 0                | 0                | 6                | -                | - | -                    | -                    | -                    |                      |                      |
| 2017-2018 | EVZ Academy    | SL    | 40 | 11               | 8                | 19               | 88               | 4                | 0 | 1                    | 1                    | 14                   |                      |                      |
| 2017-2018 | EV Zoug        | NL    | 7  | 0                | 0                | 0                | 2                | -                | - | -                    | -                    | -                    |                      |                      |
| 2018-2019 | HC Ajoie       | SL    | 40 | 2                | 3                | 5                | 30               | 1                | 0 | 0                    | 0                    | 0                    |                      |                      |
| 2019-2020 | HC Ajoie       | SL    | 39 | 3                | 5                | 8                | 39               | 4                | 0 | 1                    | 1                    | 2                    |                      |                      |
| 2020-2021 | EHC Winterthur | SL    | 41 | 9                | 14               | 23               | 42               | -                | - | -                    | -                    | -                    |                      |                      |
| 2020-2021 | Lausanne HC    | NL    | 6  | 0                | 0                | 0                | 14               | 1                | 0 | 0                    | 0                    | 2                    |                      |                      |
| 2021-2022 | Lausanne HC    | NL    | 16 | 0                | 0                | 0                | 11               | 1                | 0 | 0                    | 0                    | 0                    |                      |                      |
| 2021-2022 | HC Sierre      | SL    | 19 | 4                | 5                | 9                | 14               | 1                | 0 | 0                    | 0                    | 0                    |                      |                      |
| 2022-2023 | HC Ajoie       | NL    | 47 | 2                | 3                | 5                | 45               | 6                | 0 | 0                    | 0                    | 25                   |                      |                      |
| 2022-2023 | HC Ajoie       | NL Q. | -  | -                | -                | -                | -                | 4                | 0 | 1                    | 1                    | 0                    |                      |                      |
| 2023-2024 | HC Ajoie       | NL    | 30 | 0                | 1                | 1                | 33               | -                | - | -                    | -                    | -                    |                      |                      |

### En coupe
| Année     | Équipe      | Compétition     |   | PJ | B | A | Pts | Pun              |  | Résultat |
| 2017-2018 | EVZ Academy | Coupe de Suisse | 1 | 0  | 0 | 0 | 4   | -                |  |          |
| 2017-2018 | EV Zoug     | Coupe de Suisse | 1 | 0  | 0 | 0 | 2   | Quarts de finale |  |          |
| 2017-2018 | EV Zoug     | CHL             | 4 | 0  | 0 | 0 | 2   | -                |  |          |
| 2018-2019 | HC Ajoie    | Coupe de Suisse | 1 | 0  | 0 | 0 | 2   | -                |  |          |
| 2019-2020 | HC Ajoie    | Coupe de Suisse | 2 | 0  | 1 | 1 | 0   | Médaille d'or    |  |          |
| 2021-2022 | Lausanne HC | CHL             | 4 | 0  | 0 | 0 | 25  | -                |  |          |